# Straldja
Pour la commune, voir Straldja (obchtina).
Straldja (bulgare : Стралджа) est une ville située dans l'est de la Bulgarie.

## Géographie

### Géographie physique
Straldja est située dans l'est de la Bulgarie, à 310 km à l'est de la capitale Sofia et à 23 km au nord-est de la capitale régionale Yambol. La ville est le chef-lieu de la commune de Straldja.

### Géographie humaine
| 1926 | 1934 | 1946 | 1956 | 1965  | 1975  | 1985  | 1992  | 2001  |
| ---- | ---- | ---- | ---- | ----- | ----- | ----- | ----- | ----- |
| -    | -    | -    | -    | 6 161 | 6 360 | 6 206 | 6 613 | 6 220 |

| 2011  | 2021  | 2022  | - | - | - | - | - | - |
| ----- | ----- | ----- | - | - | - | - | - | - |
| 5 704 | 5 397 | 4 955 | - | - | - | - | - | - |

## Administration
La ville de Straldja est le chef-lieu de la commune de Straldja. Son maire est le maire de la commune.

## Galerie

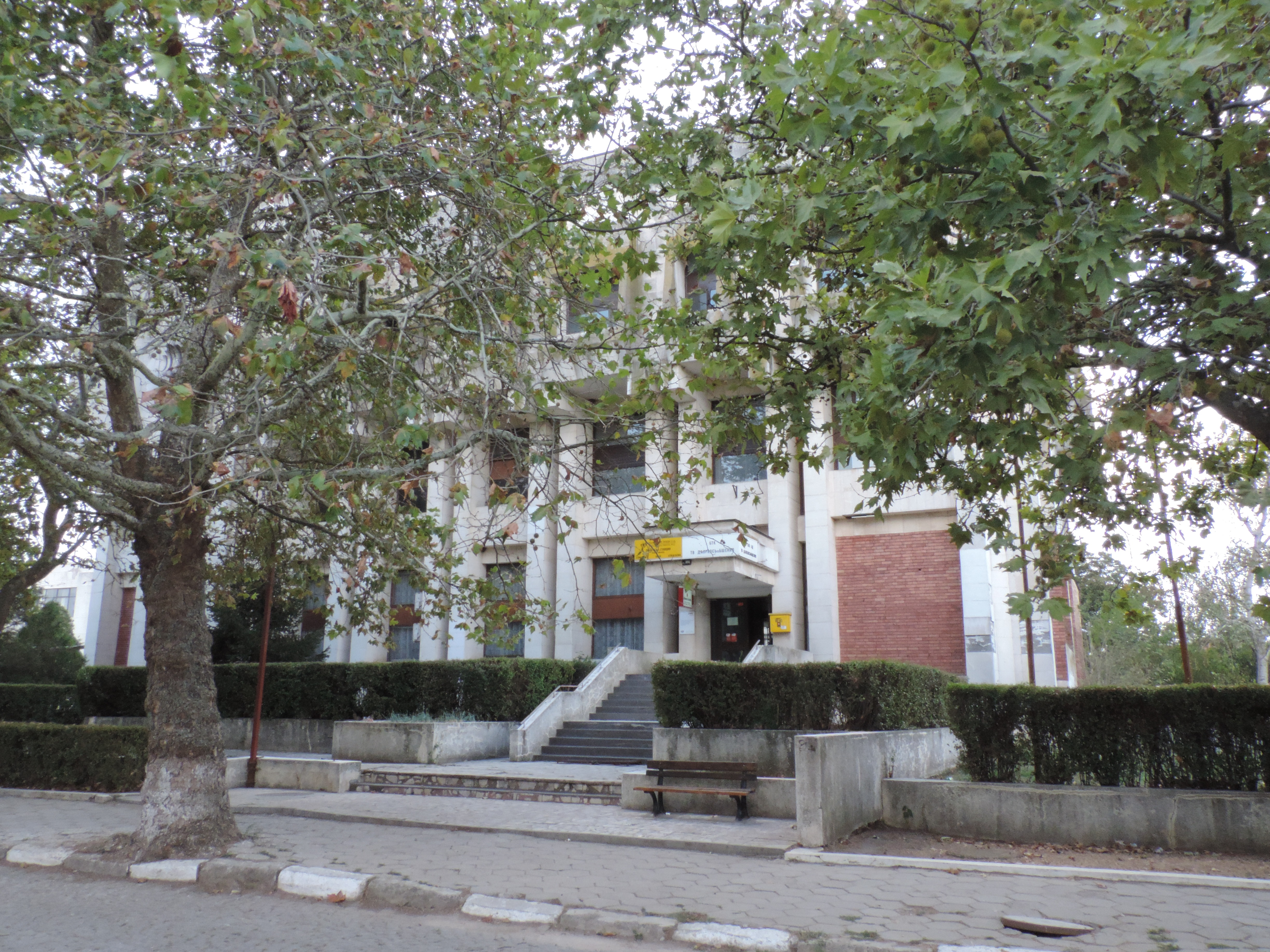
Le bureau de poste
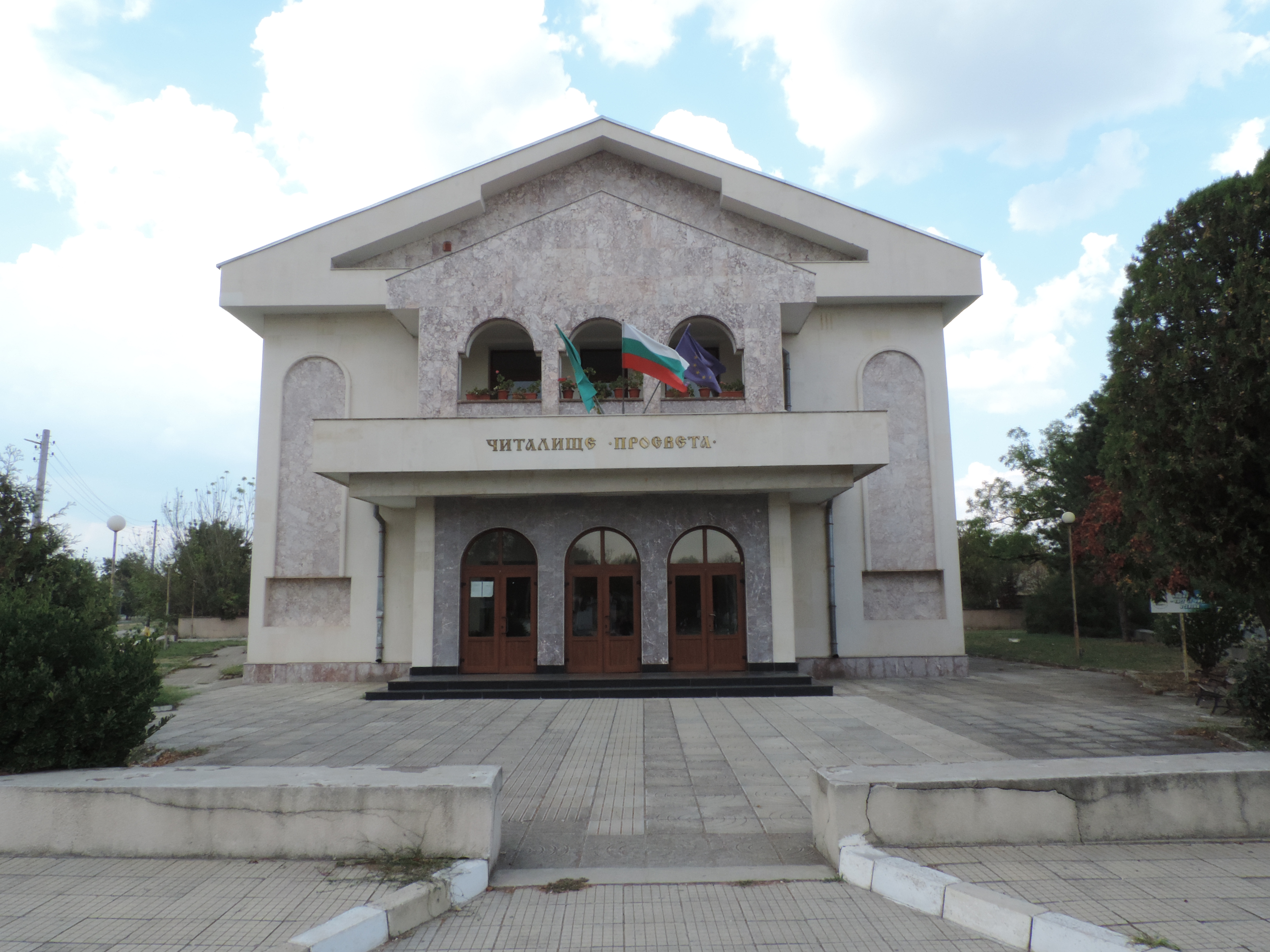
Le Tchitalichté